# Aumontzey
Aumontzey là một xã, nằm ở tỉnh Vosges trong vùng Grand Est của Pháp. Xã này có diện tích 3,37 km², dân số năm 1999 là 442 người. Xã này nằm ở khu vực có độ cao trung bình 471 m trên mực nước biển.
Dân địa phương tiếng Pháp gọi là Asmontains.

## Hành chính
| Danh sách các xã trưởng                |           |                 |      |               |
| Giai đoạn                              | Giai đoạn | Tên             | Đảng | Tư cách       |
| tháng 3 2001                           | 2014      | Maurice Jechoux |      | Retraité SNCF |
|                                        |           |                 |      |               |
| Tất cả các dữ liệu trước đây không rõ. |           |                 |      |               |

## Biến động dân số
| 1962                                         | 1968 | 1975 | 1982 | 1990 | 1999 |
| -------------------------------------------- | ---- | ---- | ---- | ---- | ---- |
| 449                                          | 459  | 505  | 450  | 436  | 442  |
| Số liệu từ năm 1962: Dân số không tính trùng |      |      |      |      |      |